# Амариллисовые
Амари́ллисовые (лат. Amaryllidáceae) — семейство однодольных растений. Ранее это семейство обычно включали в порядок Лилиецветные (Liliales); в Системе классификации APG II семейство включено в порядок Спаржецветные (Asparagales).

## Ботаническое описание
Большинство амариллисовых — многолетние травы с луковицами, иногда с мощными корневищами или клубнелуковицами.
Листья очерёдные, у многих видов сочные, покрытые восковым налётом или густо опушённые.
При цветении растения характеризуются появлением обоеполых актиноморфных или зигоморфных цветков, собранных в зонтик, кисти или головки, реже цветки одиночные. Соцветие до распускания прикрыто плёнчатым покрывалом, у мелкоцветных видов ярко окрашенное. Околоцветник амариллисовых — простой, шестичленный (из двух трёхчленных кругов), венчиковидный, большей частью сростнолистный или свободный, зачастую с привенчиком. Тычинок шесть, реже меньше или больше. Пестик из трёх обычно сросшихся плодолистиков. Одно из отличий от растений семейства Лилейные — нижняя завязь амариллисовых.
Формула цветка: {\displaystyle \ast P_{3+3}\;A_{3+3}\;G_{({\overline {3}})}}.
Плод — коробочка, реже ягода.

## Распространение
Ареал семейства охватывает все континенты планеты, кроме Антарктиды; особенно обильно амариллисовые представлены в тропических и субтропических регионах: в Капской области (Южная Африка), Центральной и Южной Америке.
В России и сопредельных странах — 7 родов и 30 видов.

## Хозяйственное значение и применение
Многие амариллисовые (нарцисс, амариллис, кринум, гиппеаструм, кливия и другие) — очень популярные в России и в мире декоративные растения — как на улице (клумбы), так и в комнатных условиях.
Некоторые представители рода Лук (Allium) употребляются человеком в пищу, обычно в качестве специй.
Некоторые амариллисовые используются в медицине и гомеопатии.
Сок некоторых видов содержит алкалоиды, которые могут привести к ожогам при контакте с незащищённой кожей человека. Луковицы многих видов ядовиты из-за содержания в них алкалоидов. К ядовитым относятся роды Белоцветник и Подснежник.
Луковицы унгернии дают клей.
Виды нарцисса — эфироносы.

## Роды
Семейство включает, по разным данным, от 60 до 75 родов и более 2000 видов. По данным GRIN, в семейство входят 66 родов, в том числе два гибридных рода. По данным The Plant List на 2013 год, в семейство входят 80 родов и 2258 вида.

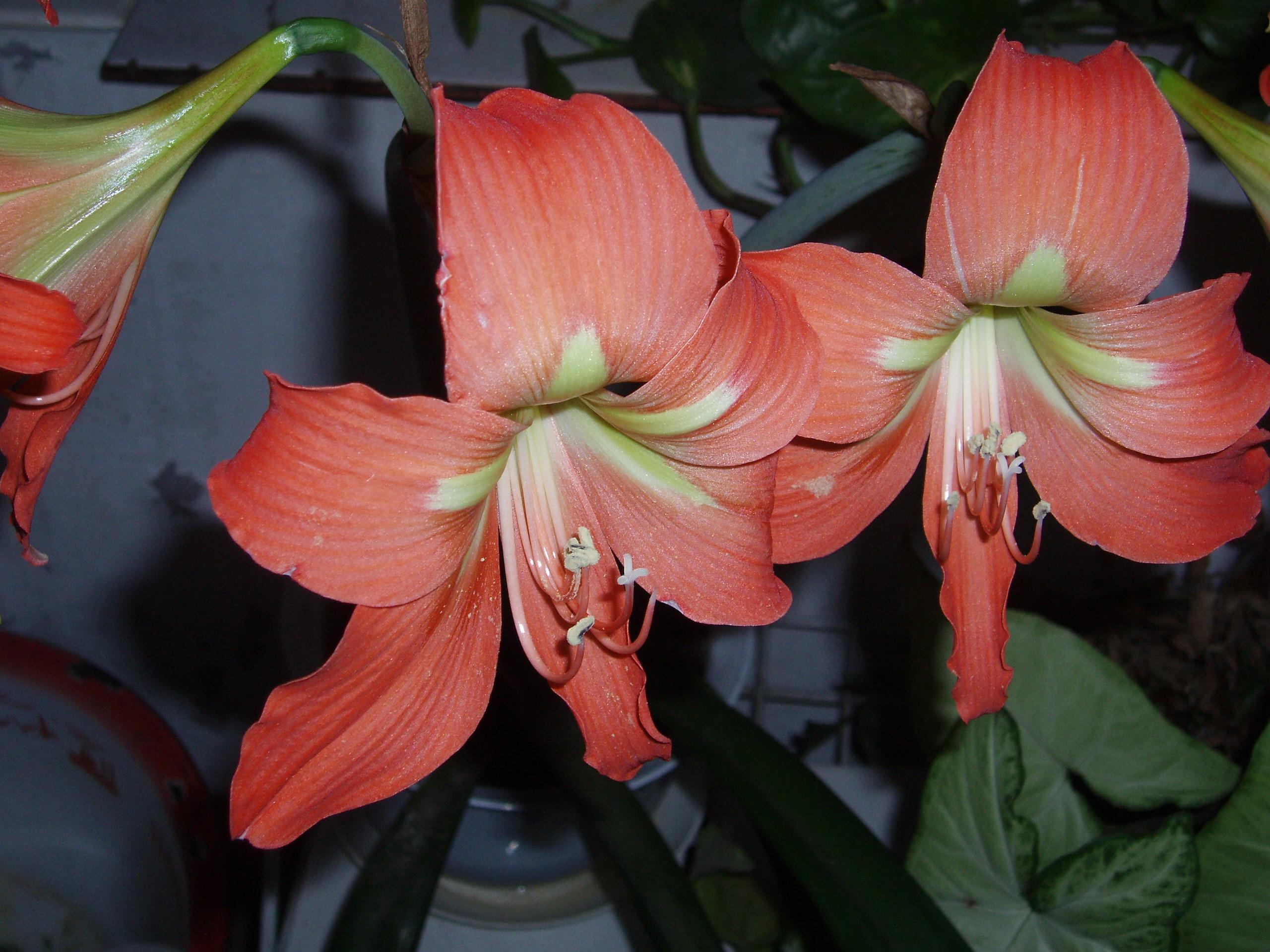
Гиппеаструм полосатый
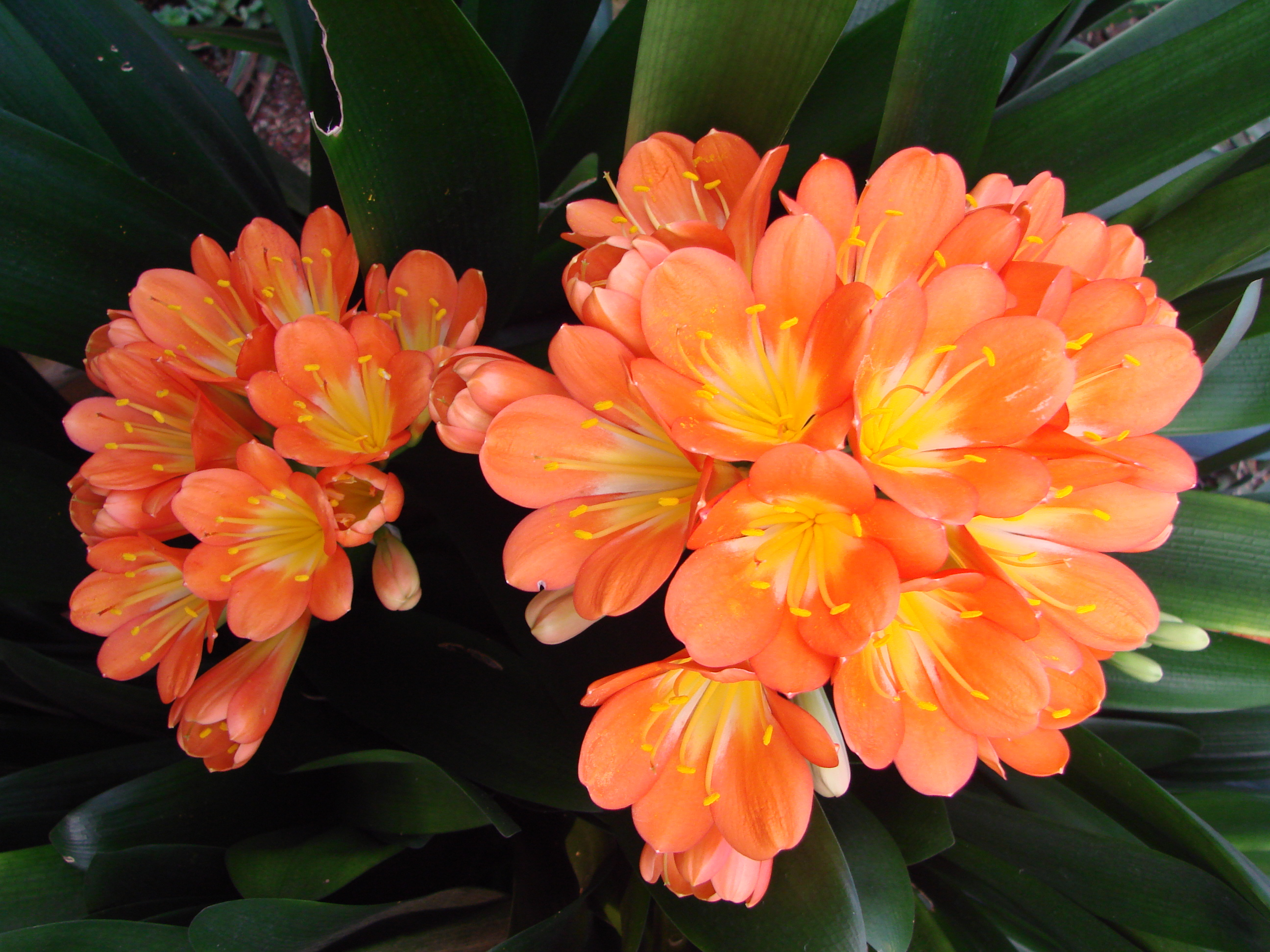
Кливия киноварная
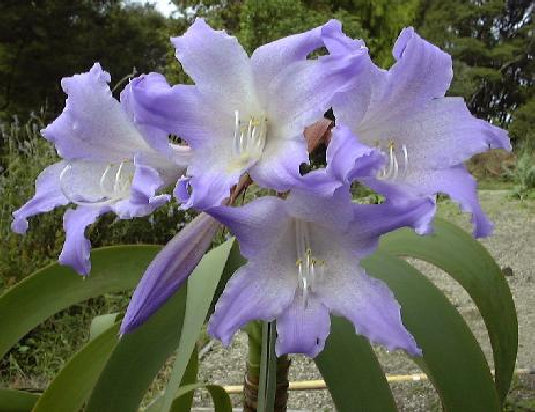
Ворслея благородная
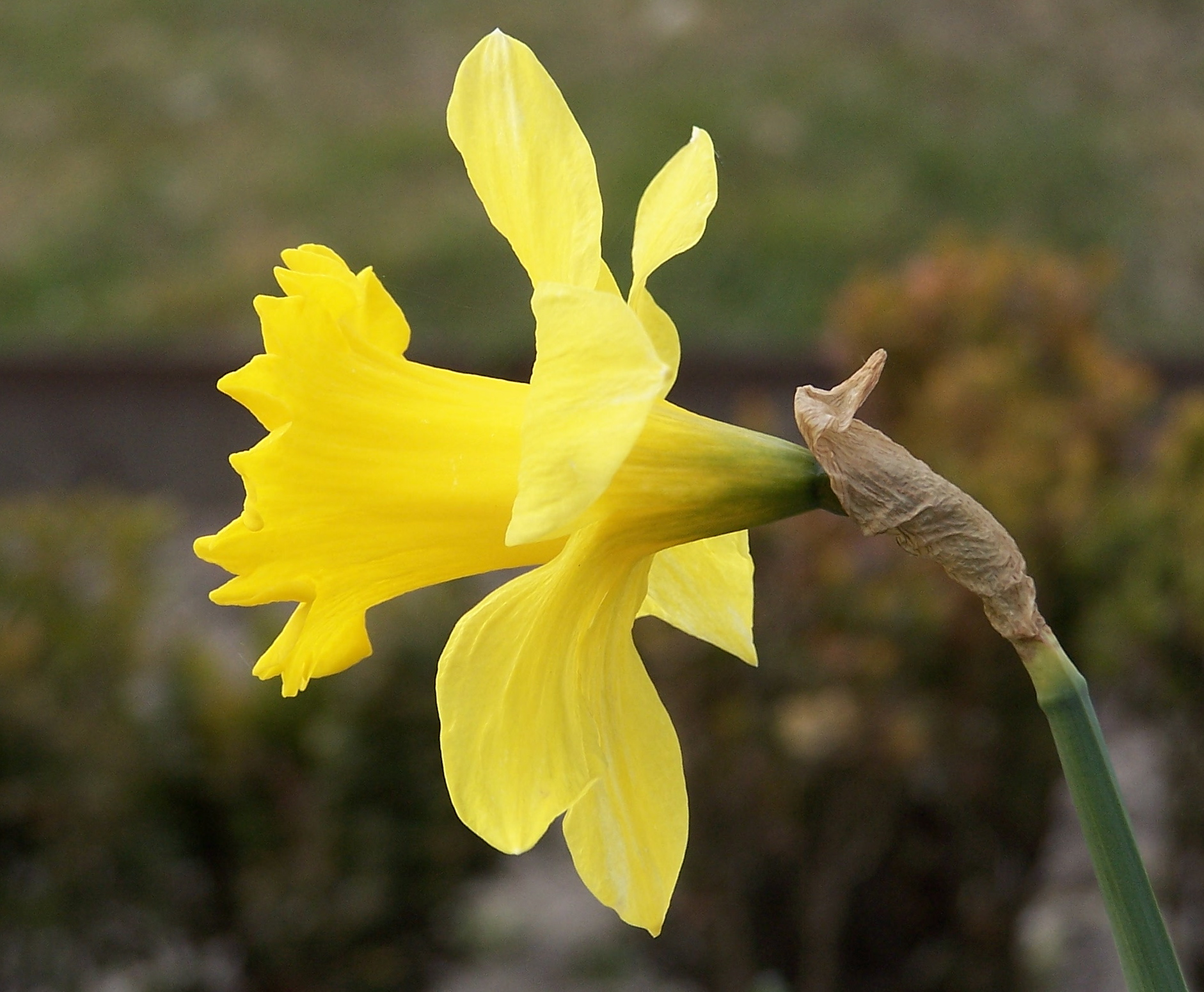
Нарцисс ложный
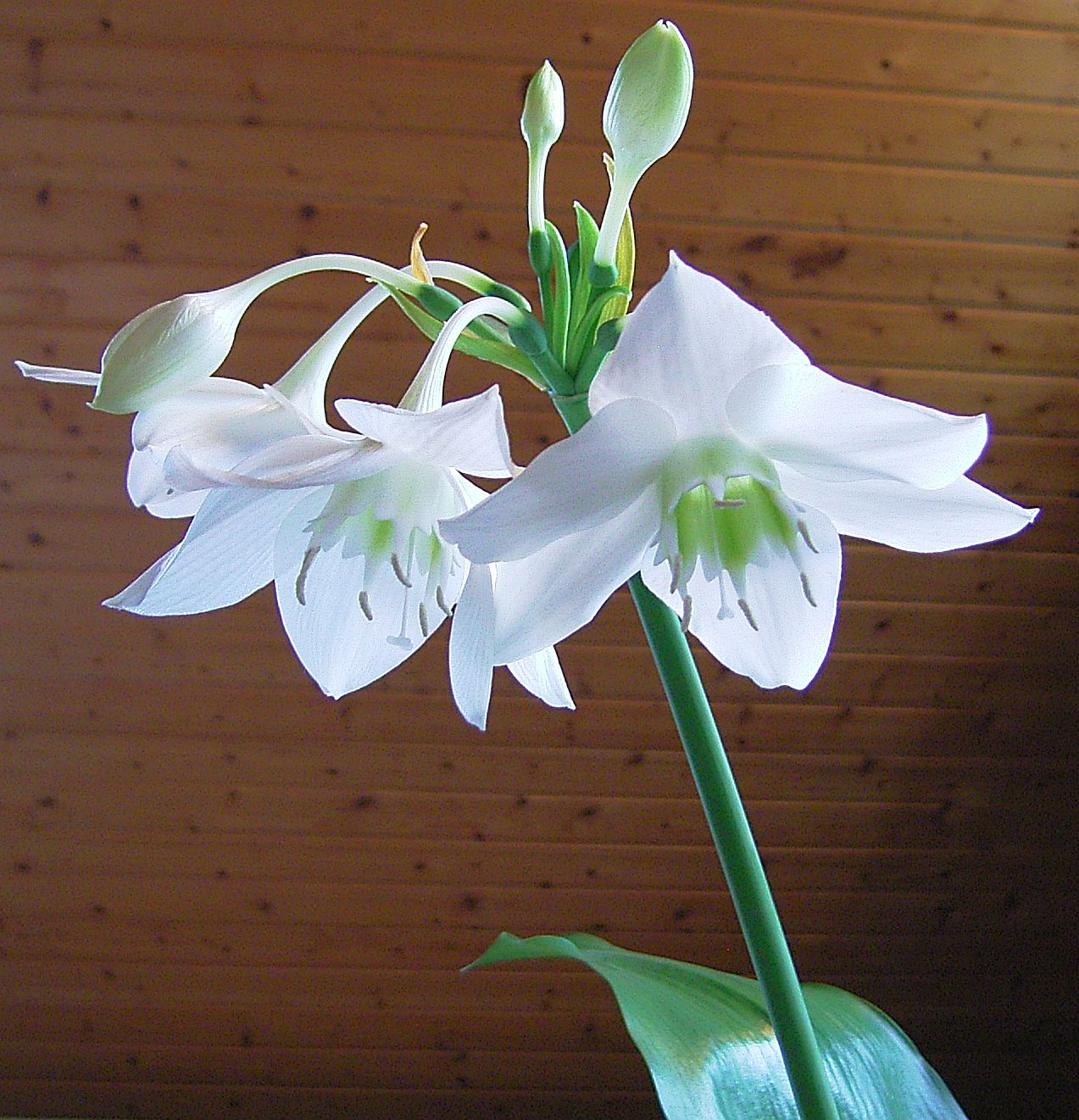
Эухарис
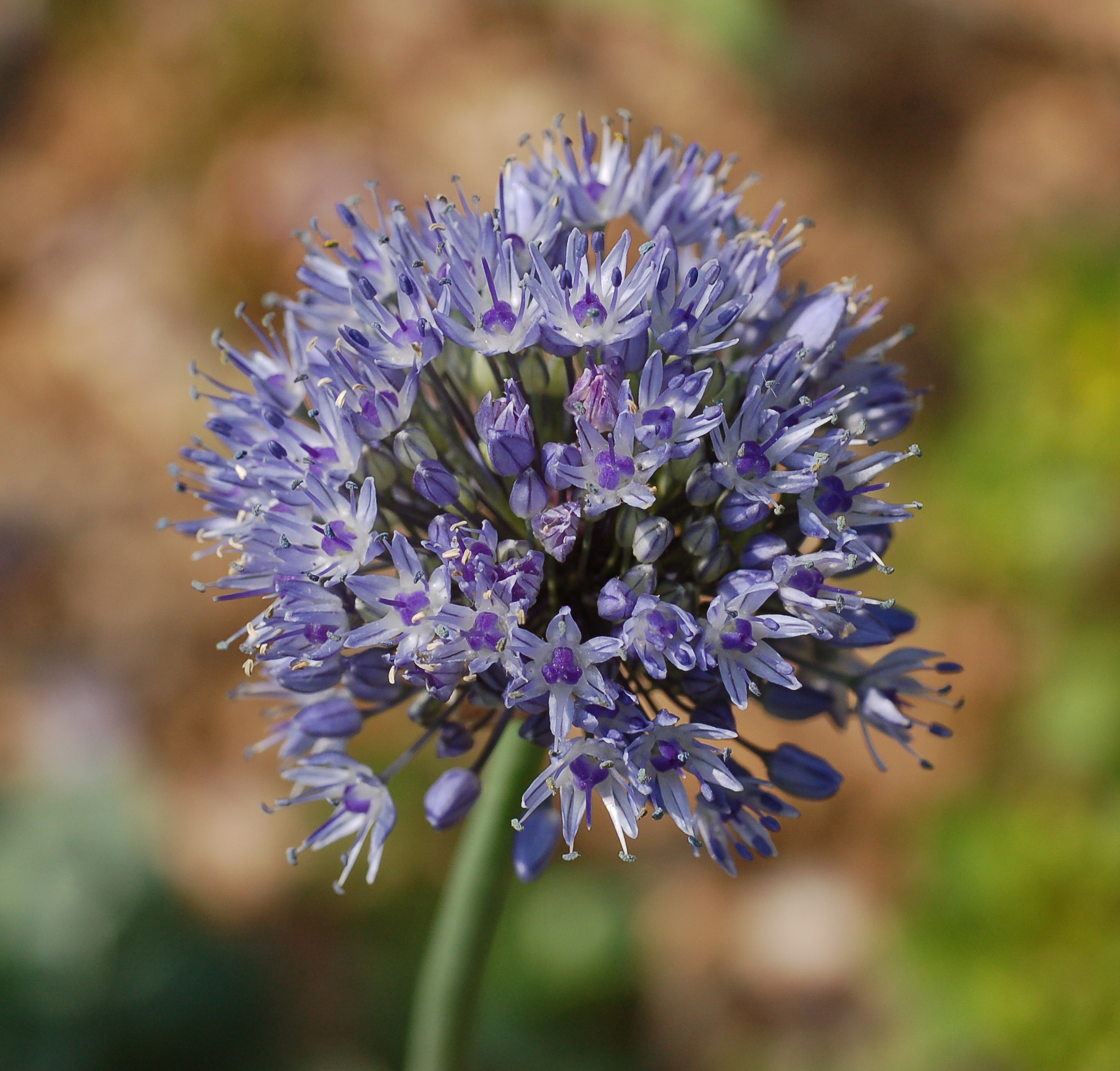
Лук голубой